# C/2023 A3 (Tsuchinshan-ATLAS)
C/2023 A3 (Tsuchinshan-ATLAS) ist ein Komet, der im Oktober 2024 von der Nordhalbkugel aus mit dem bloßen Auge beobachtet werden konnte. seine größte Helligkeit lag bei −4,9 mag. Dies macht ihn zum dritthellsten Kometen der letzten 100 Jahre, und er wird zu den Großen Kometen gezählt.

## Entdeckung und Beobachtung
Der Komet wurde am 9. Januar 2023 auf Aufnahmen eines 1,04 m-ƒ/1,8-Schmidt-Teleskops an der Sternwarte am purpurnen Berg, Außenstelle Xuyi, bei einer Helligkeit von etwa 19 mag entdeckt und gemeldet. Am 22. Februar wurde durch Quanzhi Ye (chinesisch 叶泉志, Pinyin Yè Quánzhì) am Asteroid Terrestrial-impact Last Alert System (ATLAS) eine kometarische Aktivität (Ausbildung von Koma und Schweif) des Objektes berichtet, das zuvor als Asteroid mit dem Potential eines erdnahen Objektes klassifiziert war. Es erhielt daraufhin seinen kombinierten Namen, wobei die Bezeichnung Tsuchinshan die Alternativschreibung des chinesischen Namens („purpurner Berg“) nach Wade-Giles darstellt – die Transkription nach Pinyin lautet  Zǐjīnshān (紫金山), beide Schreibweisen verweisen folglich auf den Standort der Sternwarte. Zum Zeitpunkt seiner Entdeckung befand sich der Komet noch 7,7 AE von der Sonne und 8,1 AE von der Erde entfernt.

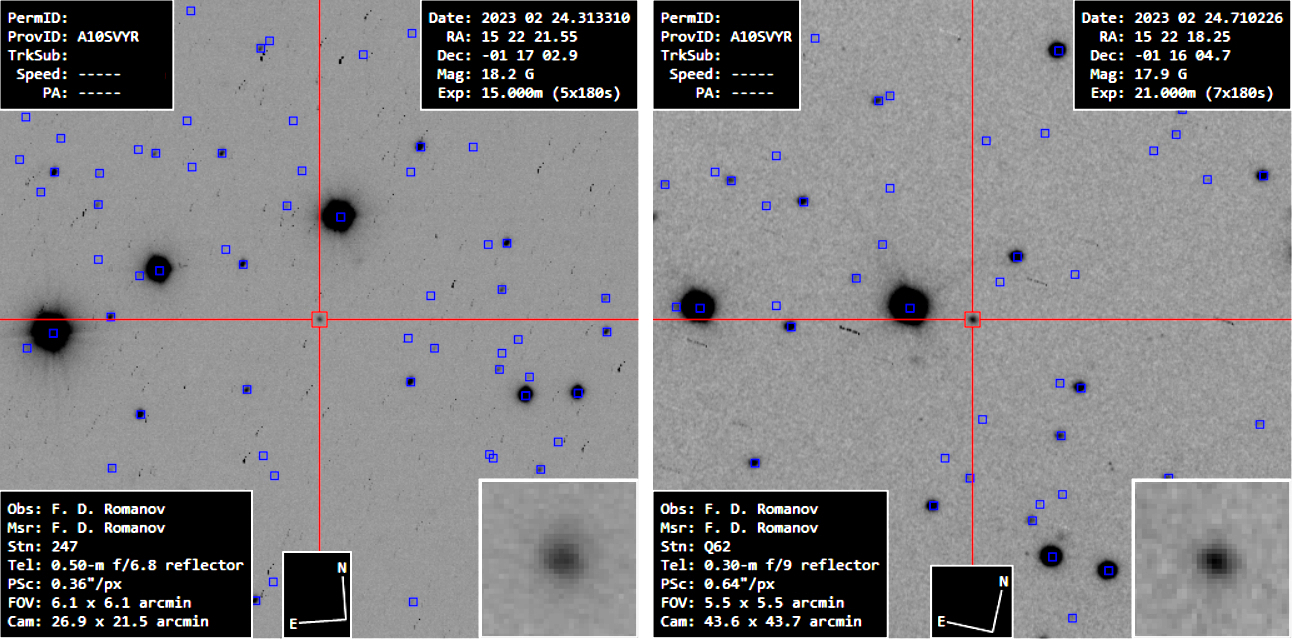
Bewegung des Kometen im Laufe von 9,5 Stunden am 24. Februar 2023

Nachträglich konnte der Komet bereits auf Aufnahmen von Pan-STARRS 2 auf Hawaiʻi vom 9. April 2022 bei einem Sonnenabstand von 9,9 AE und einer Helligkeit von 23 mag sowie in der Folge dort auch noch auf Aufnahmen vom Mai und Juni nachgewiesen werden. Ebenfalls bereits im Juni war der Komet unbemerkt auch am Cerro Tololo Inter-American Observatory in Chile und im Dezember am Palomar-Observatorium in Kalifornien beobachtet worden.

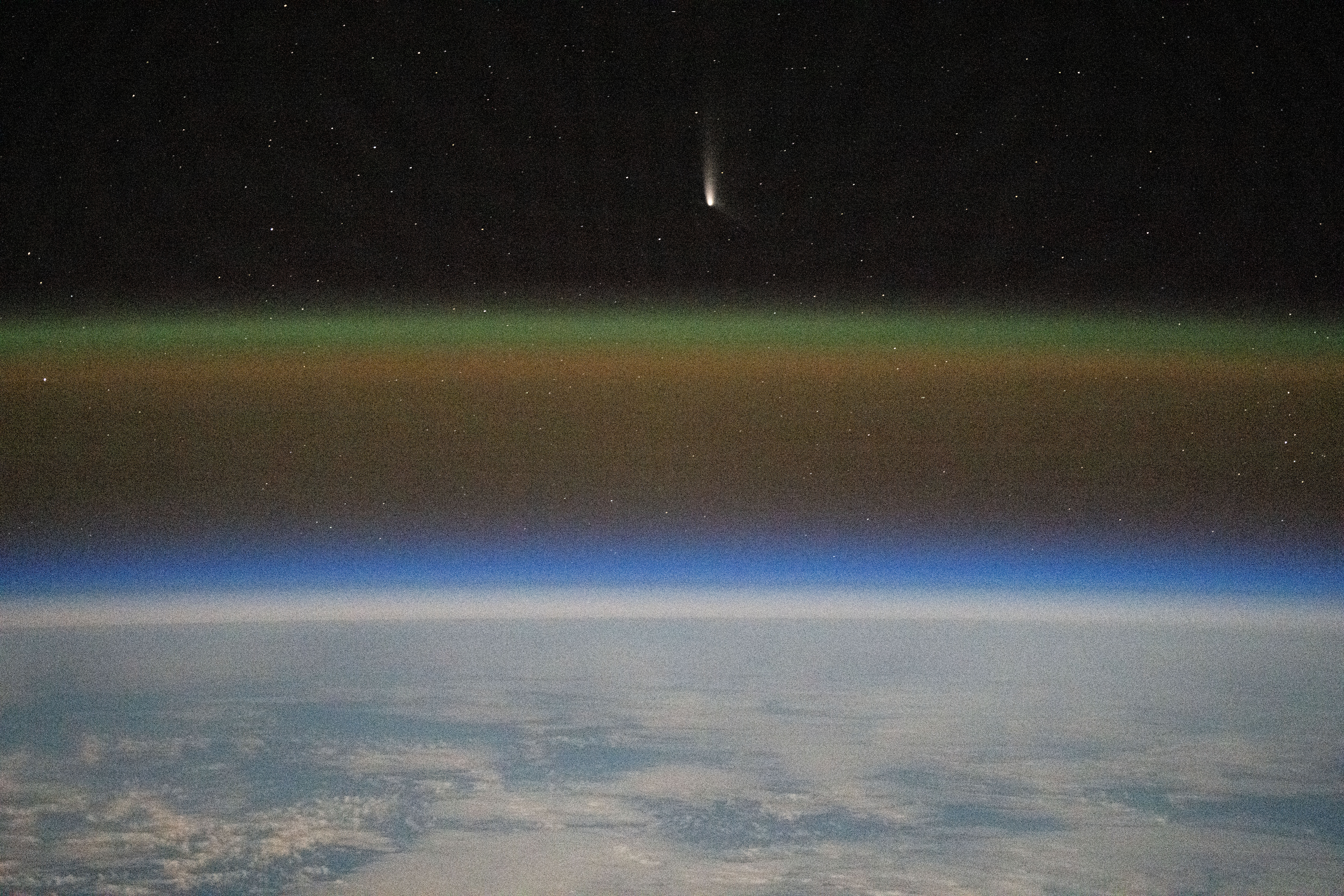
Komet Tsuchinshan-ATLAS am 19. September 2024 über der Erdkugel, aufgenommen von der Internationalen Raumstation

Kurz nach seiner Entdeckung wurde erwartet, dass er eine Helligkeit von 3 mag erreichen würde, sodass er dann bei guten Sichtbedingungen mit bloßem Auge gesehen werden könnte. Im weiteren Verlauf des Jahres 2023 und bis zum Juli 2024 stieg die Helligkeit des Kometen während seiner Annäherung an die Sonne langsam bis auf etwa 10 mag an. Diese Helligkeitsentwicklung ließ deutlich größere Helligkeiten erwarten als zu Beginn vermutet wurde. Für Beobachter auf der Nordhalbkugel verlief die scheinbare Bahn des Kometen im Sommer 2024 aber zunächst so ungünstig, dass er in den zwei Monaten vor seiner größten Annäherung an die Sonne am 27. September nicht zu beobachten war. In den letzten Septembertagen konnte er dann am Morgenhimmel sowohl auf der Südhalbkugel als auch auf der Nordhalbkugel dicht über dem Horizont mit langem Schweif fotografiert werden, die Helligkeit hatte inzwischen die ursprünglich prognostizierten 3 mag erreicht. Auch auf der ISS konnten Aufnahmen des Kometen angefertigt werden.

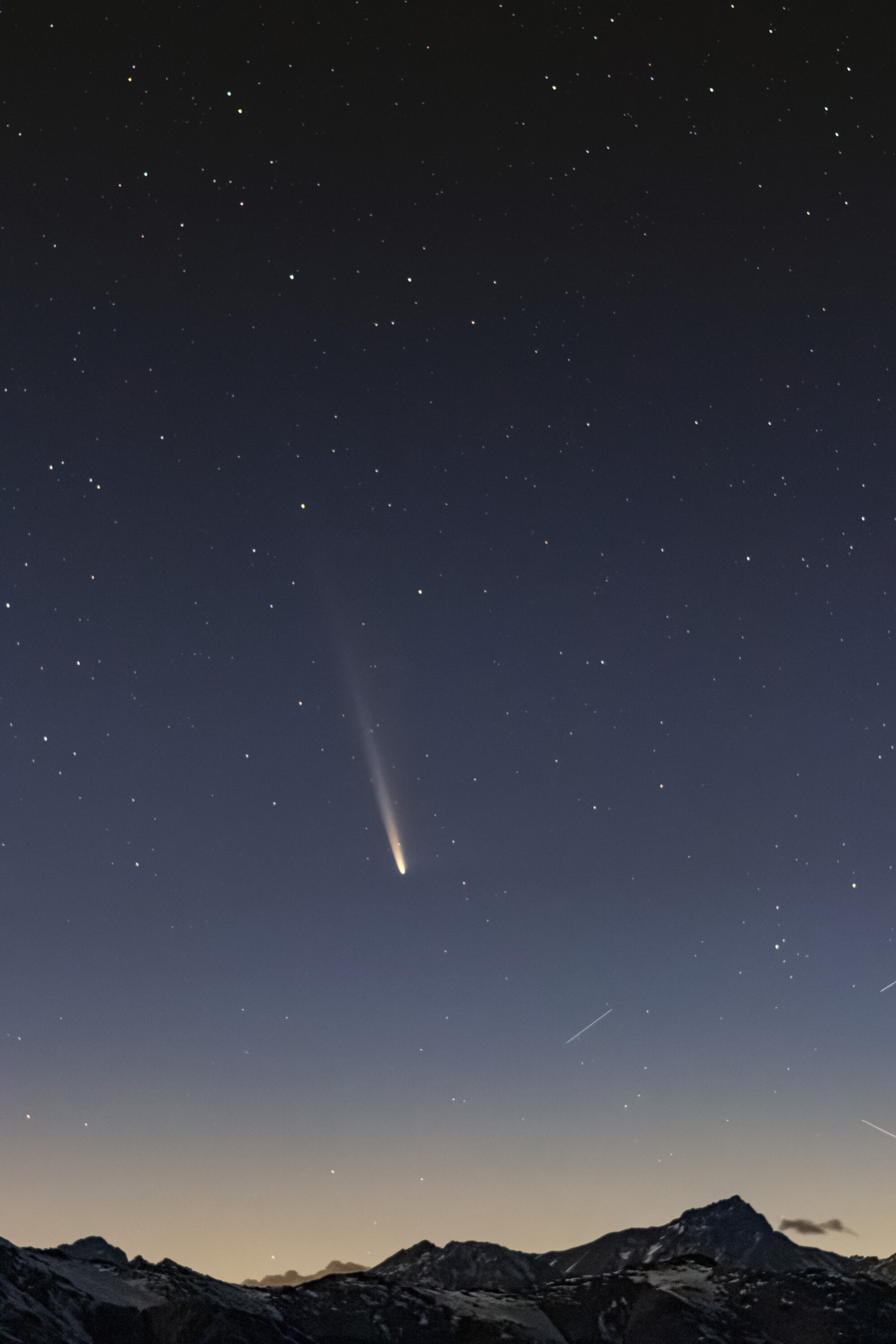
Der Komet am 25. September 2024, aufgenommen in Chile

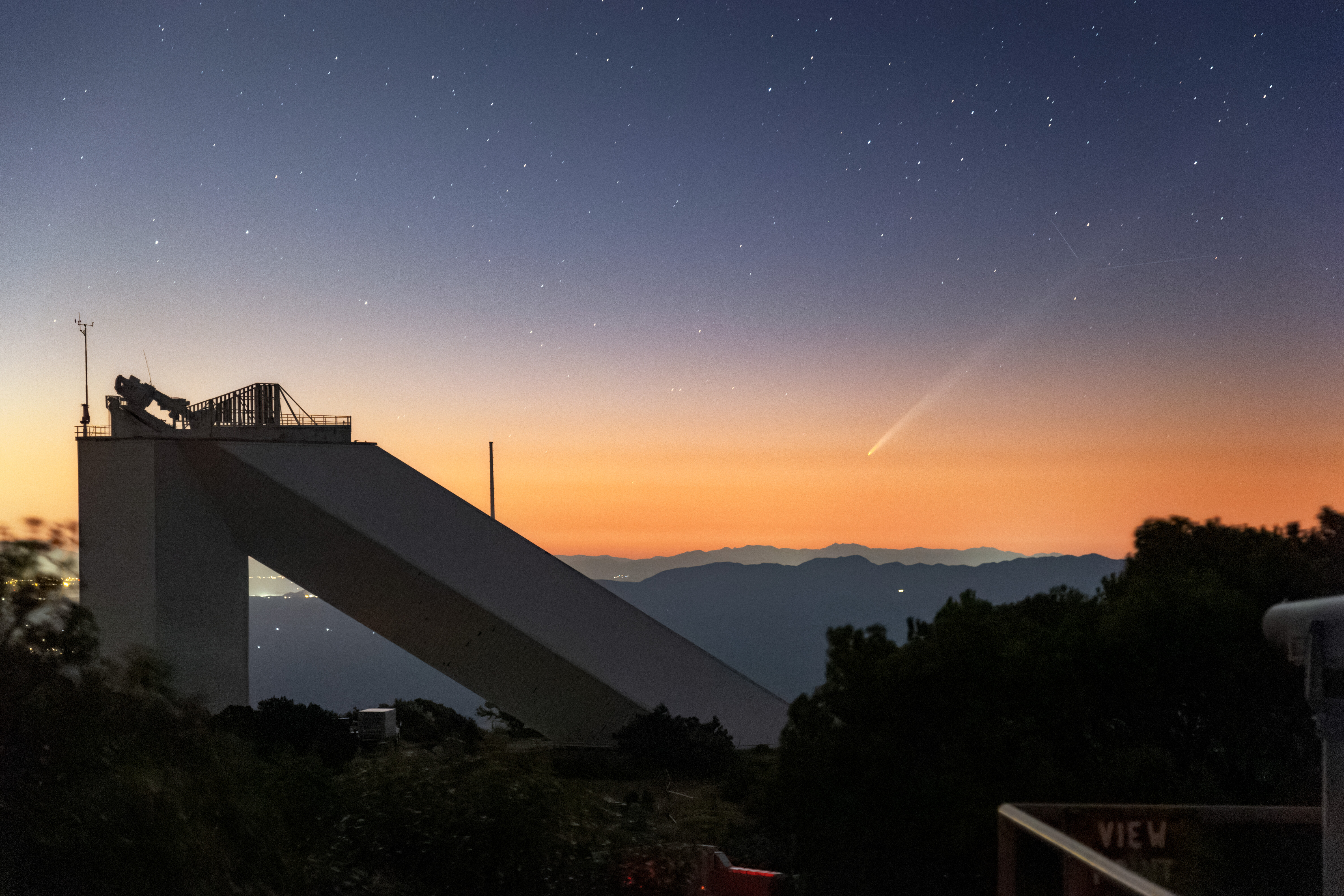
Komet Tsuchinshan-ATLAS am 30. September 2024, aufgenommen in Arizona

In den ersten Oktobertagen ragte das Schweifende des Kometen beim Einsetzen der astronomischen Morgendämmerung im Osten bis hoch über den Horizont auf, der Kopf des Kometen erschien zu Beginn der bürgerlichen Dämmerung für kurze Zeit dicht über dem Horizont, während der Schweif schon in der Helligkeit verschwand. In den folgenden Tagen rückte der Komet von der Erde aus gesehen am Himmel immer näher zur Sonne und wurde dadurch immer schwieriger zu beobachten, obwohl seine Helligkeit durch den Effekt der Vorwärtsstreuung des Sonnenlichts am Kometenstaub rasant zunahm. Vom 7. bis 9. Oktober durchquerte der Kometenkopf auch das Blickfeld der LASCO C3-Kamera des Sonnenbeobachtungs-Satelliten SOHO.
Von der Erde aus gesehen näherte sich der Komet am Vormittag des 9. Oktober der Sonne am Himmel bis auf etwa 3,5° an und er konnte mit Hilfe von Stacking auf Fotos neben der Sonne sichtbar gemacht werden. An diesem Tag erreichte er eine Helligkeit von −4,9 mag. Damit ist C/2023 A3 der dritthellste Komet der letzten 100 Jahre. Freiäugige Beobachtungen am Taghimmel wurden nicht berichtet. In den folgenden Tagen entfernte sich der Komet am Himmel rasch von der Sonne, wodurch seine Helligkeit innerhalb kurzer Zeit wieder absank.
Nach seinem Vorbeigang an der Sonne wurde der Komet etwa ab 10. Oktober am Abendhimmel über dem Horizont im Westen sichtbar. Am 12. Oktober ging er fast 1 ½ Stunden nach der Sonne fast genau im Westen unter. Sein nach oben ragender Schweif war noch längere Zeit im Westen über dem Horizont sichtbar. Die Helligkeit lag im Bereich von 0 bis −0,5 mag, der Schweif konnte fotografisch bis zu einer Länge von 50° nachgewiesen werden.
Mitte Oktober 2024 war der Komet in seiner Gänze als leicht wahrzunehmendes Objekt nach Einbruch der Abenddämmerung für einige Stunden zu beobachten, verblasste aber in den darauf folgenden Wochen schnell. Gegen Ende Oktober war seine Helligkeit bereits wieder unter 6 mag gefallen, so dass er nicht mehr mit bloßem Auge gesehen werden konnte. Mit optischen Instrumenten wird der Komet noch für längere Zeit weiterverfolgt werden können.

## Wissenschaftliche Auswertung
Spektroskopische Aufnahmen des Kometen im sichtbaren Bereich konnten am 31. Mai 2024 mit dem Himalayan Chandra Telescope (HCT) am Indian Astronomical Observatory gewonnen werden. Im Spektrum wurde ein starkes Signal von CN gefunden, aus dem auch die Produktionsrate bestimmt werden konnte, während für die Produktionsraten von C2, C3 und NH2 nur Obergrenzen angegeben werden konnten. Der Komet scheint demnach kohlenstoffarm zu sein. Die Produktionsrate von Wasser lag bei 450 kg/s.

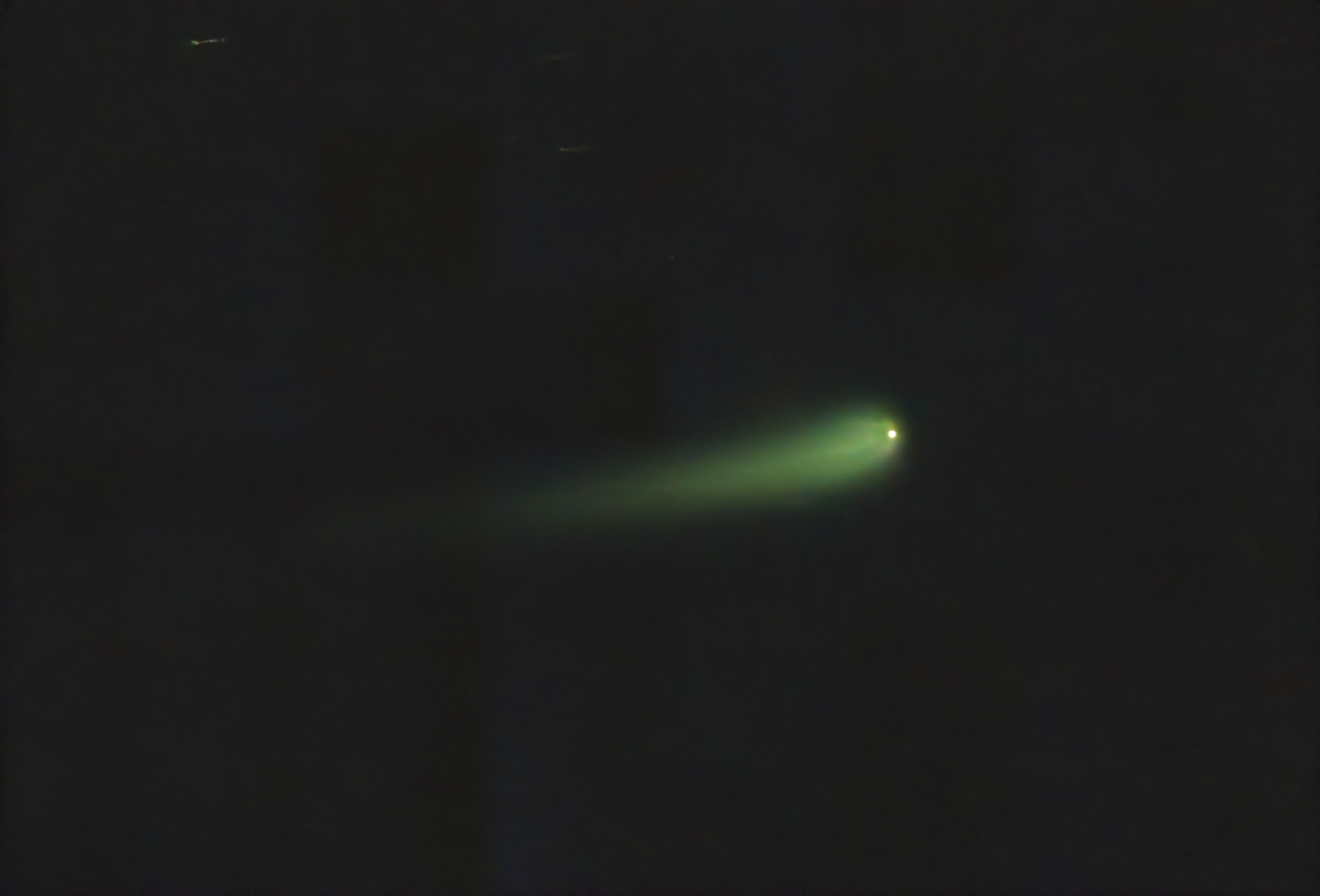
Ungewöhnliche Schweifform des Kometen am 3. Juni 2024

Beobachtungen mit den TRAPPIST-Teleskopen in Chile und Marokko ermöglichten die Bestimmung der Produktionsraten von OH, CN, C2 und Staub. Die Staubproduktion war in den letzten sechs Monaten kontinuierlich gesunken und hatte Anfang Mai ein Minimum erreicht. Seit Juni stieg sie wieder an und auch die Gasproduktionsraten aller Arten haben in diesem Zeitraum langsam zugenommen.
Eine Auswertung der Helligkeitsentwicklung des Kometen durch Zdenek Sekanina von Anfang Juli 2024 sah keine günstige Prognose für diesen. Er erwartete aufgrund seines früheren und gegenwärtigen Verhaltens und einer ungewöhnlichen Schweifform, dass der Komet vor Erreichen des Perihels zerfällt. Dies bestätigte sich nicht, stattdessen übertraf der Komet noch die zuvor an ihn gerichteten Erwartungen.
Am 4. Oktober 2024 wurden am Lenghu Observatory in China spektrographische Beobachtungen des Kometen durchgeführt. Im Spektrum des Kometenkerns wurde dabei die doppelte D-Linie von neutralem Natrium gefunden. Dagegen konnten die kometentypischen Emissionslinien von CN, CH, C2 und C3 nicht festgestellt werden. Aus dem Mangel an solchen Emissionen wurde darauf geschlossen, dass der Komet C/2023 A3 kohlenstoffarm sein könnte.
Zwischen dem 22. und 26. Oktober 2024 wurde der Komet mit dem Échelle-Spektrographen FLECHAS beobachtet, der am 90-cm-Teleskop der Sternwarte der Friedrich-Schiller-Universität Jena betrieben wird. In den aufgenommenen Spektren des Kometen konnten im Wellenlängenbereich zwischen 500 und 700 nm starke Emissionslinien von C2, NH2, atomarem Sauerstoff und Natrium detektiert werden. Im Beobachtungszeitraum wurde dabei eine signifikante Abnahme der Stärke der Natrium-Emissionslinien festgestellt. In weiteren Spektren des Kometen, die mit FLECHAS am 3. November 2024 aufgenommen wurden, konnte dann Natrium nicht mehr in Emission nachgewiesen werden.

## Umlaufbahn
Für den Kometen konnten aus 5044 Beobachtungsdaten über einen Zeitraum von mehr als 2 ½ Jahren Bahnelemente einer temporär hyperbolischen Umlaufbahn bestimmt werden, die um rund 139° gegen die Ekliptik geneigt ist. Seine Bahn verläuft damit schräg gestellt zu den Bahnebenen der Planeten und er durchläuft seine Bahn gegenläufig (retrograd) zu ihnen. Den sonnennächsten Punkt (Perihel) hat er am 27. September 2024 durchlaufen, er war dann noch etwa 58,6 Millionen Kilometer von der Sonne entfernt und bewegte sich im Bereich der Umlaufbahn des Merkur. Während seiner Passage des inneren Sonnensystems erfährt der Komet eine Anzahl von teilweise relativ nahen Vorbeigängen an Planeten und Kleinplaneten:
| Datum              | Planet     | Min. Abstand (in AE) |
| ------------------ | ---------- | -------------------- |
| 17. August 2024    | Venus      | 0,46                 |
| 18. September 2024 | Merkur     | 0,35                 |
| 30. September 2024 | Jupiter    | 4,70                 |
| 1. Oktober 2024    | Mars       | 1,16                 |
| 12. Oktober 2024   | Erde       | 0,47                 |
| 2. November 2024   | Venus      | 0,61                 |
| 30. Dezember 2024  | Saturn     | 8,60                 |
| 26. März 2025      | (2) Pallas | 0,64                 |

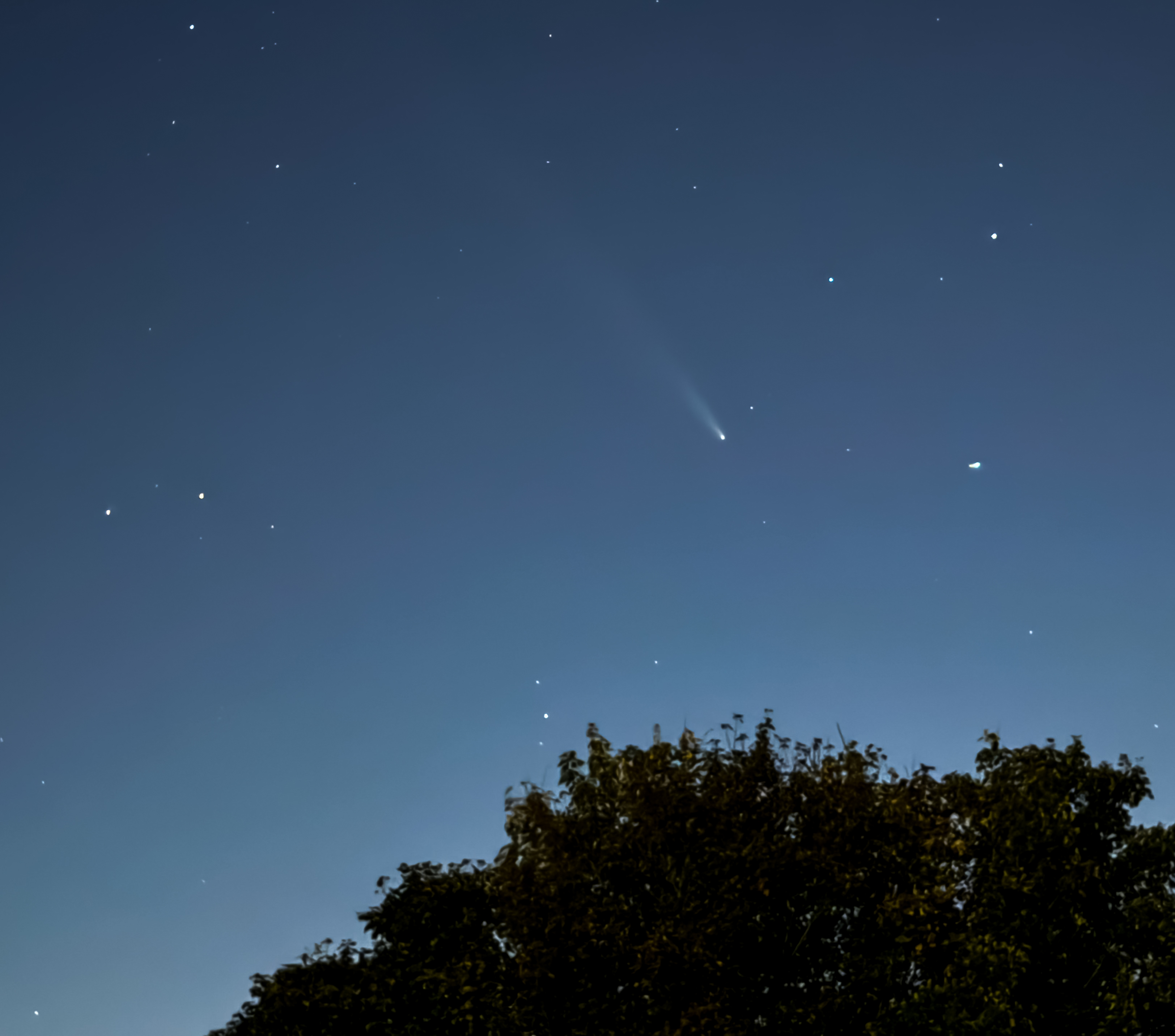
Komet Tsuchinshan-ATLAS am 17. Oktober 2024, aufgenommen in Großbritannien

Die kleinste Entfernung von der Erde betrug etwa 70,7 Millionen Kilometer.
Nach den Bahnelementen, wie sie in der JPL Small-Body Database angegeben sind und die auch asymmetrische nicht-gravitative Kräfte auf den Kometen berücksichtigen, bewegte er sich lange vor seiner Annäherung an die Sonne noch auf einer fast parabolischen, aber mit einer Exzentrizität äußerst knapp unter 1 doch gerade noch elliptischen Bahn. Der Komet kommt wahrscheinlich aus den äußeren Bereichen der Oortschen Wolke und erlebt als „dynamisch junger“ Komet seine erste Passage durch das innere Sonnensystem. Weniger durch die Anziehungskraft der Planeten als durch die Ausgasungseffekte in Sonnennähe wird seine Bahnexzentrizität zukünftig auf etwa 0,999974 und die Große Halbachse auf etwa 15.000 AE verringert, sodass sich seine Umlaufzeit auf etwa 1,8 Mio. Jahre verkürzt.